# Abbazia di Grandpré

L'abbazia di Grandpré (in francese: Abbaye de Grandpré) è un'antica abbazia cistercense situata a Faulx-les-Tombes (nell'attuale comune di Gesves), nella provincia di Namur, in Belgio. Dell'abbazia rimangono solo il corpo di guardia e l'annesso fortino all'ingresso principale, i fabbricati agricoli e il mulino, un tempo alimentato dal torrente Samson, che attraversa il sito.

## Storia
L'abbazia fu fondata nel 1231 come filiazione dell'abbazia di Villers-la-Ville, che a sua volta apparteneva alla filiazione dell'Abbazia di Clairvaux, su un sito dove una grangia di Villers-la-Ville sorgeva dall'inizio del XIII secolo, i fondatori furono Enrico I, conte di Vianden e marchese di Namur, e sua moglie Margherita di Courtenay, l'abbazia fu fondata in memoria del fratello Filippo II di Namur, morto nel 1226 durante la crociata contro gli albigesi. La prima chiesa fu consacrata già nel 1232. 
Grandpré era una piccola comunità e non ha mai prosperato o raggiunto importanza. Il numero dei monaci non fu mai superiore a 20, anche se l'abbazia aveva una dozzina di fattorie nei dintorni. Alcuni lavori di restauro hanno avuto luogo nel XV e XVI secolo. Nel 1740 l'abbazia fu saccheggiata dalle truppe olandesi. Alla fine del XVIII secolo furono ricostruiti i fabbricati rurali.
Nel 1796, l'abbazia fu soppressa e venduta come proprietà nazionale a Jean-Baptiste Paulée, un finanziere di Parigi e Douai. Gli edifici conventuali erano stati demoliti nel 1807.
Nel 1992 e nel 1997 la facciata e il tetto del mulino e un canale sotterraneo sono stati dichiarati monumenti protetti, come era accaduto alla portineria nel 1956.

## Oggi
I restanti edifici, in stile barocco e rococò, sono stati restaurati e sono mantenuti privatamente. L'abbazia è ora di proprietà privata e gli edifici non sono aperti al pubblico, ma i giardini sono accessibili su richiesta, per un contributo minimo al proprietario per i suoi scopi di beneficenza.

## Patrimonio architettonico
Dei vasti edifici abbaziali bruciati e saccheggiati durante la Rivoluzione francese rimane solo la straordinaria portineria restaurata nel 1771 sotto l'abate Étienne Defrenne e registrata nel 1956 dalla Commission royale des monumental et des sites.